# Notanthura barnardi
Notanthura barnardi là một loài chân đều trong họ Anthuridae. Loài này được Monod miêu tả khoa học năm 1927.